# Albert Piette

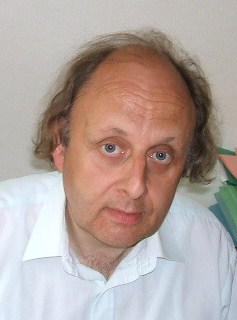
Albert Piette

Albert Piette (* 18. April 1960 in Namur, Belgien) ist ein französischer Anthropologe und Professor an der Universität Paris Ouest Nanterre La Défense in der Ethnologie-Abteilung. Er arbeitet über Fragen der Beobachtung der Aktion, besonders im Bereich der Religion und versucht vor allem, Details und alltäglichen Lauf der Situationen zu beschreiben und zu analysieren.
In seinem Projekt einer existenzialen Anthropologie macht er den Moll-Charakter der Wirklichkeit zum wesentlichen Element, nicht nur um den anthropologischen Unterschied zu definieren, sondern auch um das Zusammenleben zu erklären.
Seit ein paar Jahren überdenkt Piette, ausgehend von den Vorstellungen der Phänomenographie, Ontographie und Ontologie, die Anthropologie als spezifische Disziplin mit präzisen theoretischen, thematischen und methodologischen Ausrichtungen, die sich von der Soziologie und der Ethnologie unterscheidet. Seine anthropologische Welt mit interdisziplinärem Klang und vergleichenden Absichten ist bevölkert mit Menschen, Homo Sapiens, Neandertalern, Affen, Göttern und Gesellschaften, Glauben, Augenblicken und Entwicklung.
Albert Piette nach besteht die existenziale Anthropologie daraus, den Menschen zu untersuchen, indem er „existiert“, er seine Existenz als seine eigene wahrnimmt, und er weiß, dass er sie verlieren wird. Sie berücksichtigt in diesem Sinne die Mikrokontinuität des Menschen, der die Augenblicke und die Situationen nach diversen Modalitäten von An- und Abwesenheit,  von Passivität und Aktivität erlebt. Er will nicht die existenziale Anthropologie als sekundär betrachten. Er beurteilt sie als wesentlich für die Anthropologie, ihre Zukunft und ihre Befreiung gegenüber der Soziologie.
In diesem Sinne von detaillierten Beobachtungen der Existenzen meint Albert Piette, dass die Ethnographie weniger günstig als die Phänomenographie ist, da die erste vor allem über Komplexen (Aktivitäten und Gruppen) arbeitet, wobei die letzte sich auf einzelnen Individuen konzentriert. Wie das Wort es verdeutlicht, untersucht die Phänomenographie einerseits was erscheint (Formen, Bewegungen, Haltungen), und andererseits versucht sie als empirischer Kontrapunkt der Phänomenologie die Geisteszustände und die Empfindungen in der Kontinuität der Augenblicke zu beschreiben.

## Schriften
- Les Jeux de la fête, Paris, Publications de la Sorbonne, 1988.
- Le Mode mineur de la réalité. Paradoxes et photographies en anthropologie, Louvain, Peeters, 1992.
- Les Religiosités séculières, Paris, PUF, 1993.
- Ethnographie de l’action. L’observation des détails, Paris, Métailié, 1996.
- La Religion de près. L’activité religieuse en train de se faire, Paris, Métailié, 1999.
- Détails d'amour ou le lien par l’écriture, Paris, L’Harmattan, 2003.
- Le Fait religieux. Une théorie de la religion ordinaire, Paris, Economica, 2003.
- Le Temps du deuil, Paris, Eds de l’Atelier, 2005.
- Petit traité d'anthropologie, Marchienne-au-Pont, Socrate Editions Promarex, 2006.
- L'Être humain, une question de détails, Marchienne-au-Pont, Socrate Editions Promarex, 2007.
- L'Acte d'exister. Une phénoménographie de la présence, Marchienne-au-Pont, Socrate Editions Promarex, 2009.
- Anthropologie existentiale, Paris, Pétra, 2009.
- Propositions anthropologiques pour refonder la discipline, Paris, Pétra, 2010.
- Fondements à une anthropologie des hommes, Paris, Éditions Hermann, 2011.
- De l’ontologie en anthropologie, Paris, Berg International, 2012.
- L'origine de la croyance, Paris, Berg International, 2013.
- Contre le relationnisme. Lettre aux anthropologues, Lormont, Le Bord de l’eau, 2014.
- Méditation pessoanienne. Sciences de l’existence et destin de l’Anthropologue, Paris, Éditions Matériologiques, 2014.
- Avec Heidegger contre Heidegger. Introduction à une anthropologie de l’existence, Lausanne, Éditions L’Âge d’Homme, 2014.
- What is Existential Anthropology ?, edited with Michael Jackson, New York / Oxford, Berghahn, 2015.
- Existence in the Details. Theory and Methodology in Existential Anthropology, Berlin, Duncker & Humblot, 2015.
- Aristote, Heidegger, Pessoa: l’appel de l’anthropologie, Paris, Pétra, 2016.
- L'humain impensé, Paris, Presses Universitaires de Paris Ouest (mit Jean-Michel Salanskis), 2016.
- Antropologia dell'esistenza, Venedig, Alvisopoli, 2016.
- Separate Humans. Anthropology, Ontology, Existence, Milan, Mimesis International, 2016.
- Ethnographie de l'action. L'observation des détails, Zweite Auflage, Paris, Editions de l'EHESS, 2020.
- L'être-cycliste, anthropologie triste, Saint-Guilhem-le-Désert, Éditions Guilhem, 2022.
- Anthropologie existentiale, autographie et entité humaine, Londres, Iste Éditions, 2022.
- La religion de près,  Zweite Auflage, Genève, Labor et Fides, 2022.
- Les jeux de la fête, Zweite Auflage, Paris, Editions de la Sorbonne, 2023.
- The Routledge International Handbook of Existential Human Science, edited with Huon Wardle and Nigel Rapport, New York – London, Routledge, 2023.

Es sind weitere Beiträge in Zeitschriften und Büchern erschienen, die als Downloads zur Verfügung stehen.